# Bonne ville
Una bonne ville indicava, nella Francia del Medioevo, una città che beneficiava di uno statuto particolare indicante una relazione privilegiata con il re, il che voleva dire un valore minimo d'indipendenza rispetto ad altri rapporti signorili.

## Medioevo
I rapporti esistente tra il re e una bonne ville potevano comprendere più forme:
- Dipendenza amministrativa: il re controllava l'amministrazione della città vagliando i magistrati e i consiglieri prescelti. Non era interesse del monarca imporre un controllo troppo opprimente, e le bonne ville erano troppo numerose perché ciò avvenisse, ma era suo interesse che le città fossero ben governate in modo tale che si mantenessero fedeli.
- Fiscalità: in caso di bisogno, in guerra ad esempio, le bonne ville sono tenute a contribuire all'effort public[non chiaro].
- Dipendenza finanziaria: le finanze municipali sono spesso fragili, il re verifica i bilanci delle città per evitare le crisi e garantire un'economia urbana prospera.
- Aiuti regali: nel caso in cui sorgano delle necessità precise il re può fornire sostegno; in particolare ciò avvenne durante la Guerra dei cent'anni in cui la monarchia finanziò le fortificazioni necessarie alle città maggiormente minacciate dai combattimenti.

Lo statuto ebbe importanza crescente alla fine del Medioevo, durante questo periodo le città che non godevano di questo privilegio si impegnarono per ottenerlo. Le bonne ville medievali furono molto numerose ma non fu mai stabilità alcuna lista ufficiale.
Era analoghe alle Universitates demaniali del Regno di Napoli e alle città libere del Sacro Romano Impero Germanico.

## Primo impero
Durante l'Ancien Régime, esistevano circa quaranta città che godevano del privilegio esclusivo di essere rappresentate ufficialmente dai loro sindaci durante la cerimonia d'incoronazione reale. Queste città avevano il titolo di bonne ville e portavano nei loro stemmi la caratteristica di avere il capo di Francia (d'azzurro a tre gigli d'oro). La rivoluzione abolì questo privilegio e nello stesso tempo le città perdettero i blasoni con il segno della regalità.

Stemma napoleonico di Torino

Quando Napoleone divenne Imperatore dei Francesi l'articolo 52 del senatoconsulto del 28 fiorile dell'anno XIII (18 maggio 1804) precisa che nei due anni seguenti alla sua incoronazione, l'Imperatore accompagnato dai titolari delle grandi dignità dell'Impero, dai ministri e dai grandi ufficiali, presterà giuramento al popolo in presenza dei sindaci delle 36 città più importanti dell'impero. Il decreto del 22 giugno ne dà l'elenco: Parigi, Marsiglia, Bordeaux, Lione, Rouen, Torino, Nantes, Bruxelles, Angers, Gand, Lilla, Tolosa, Liegi, Strasburgo, Aquisgrana, Orléans, Amiens, Genova, Montpellier, Metz, Caen, Alessandria, Clermont-Ferrand, Besançon, Nancy, Versailles, Rennes, Ginevra, Magonza, Tours, Bourges, Grenoble, La Rochelle, Digione, Reims, Nizza. In seguito si aggiungono Anversa (1808), Amsterdam, Roma e Rotterdam (1810), Montauban e Troyes (1811), Brema, Colonia, Firenze, Amburgo, L'Aia, Livorno, Lubecca, Parma, Piacenza e Nîmes (1812).
I sindaci delle bonne ville acquistavano automaticamente il titolo di barone dell'Impero.
Le bonne ville portavano nel loro stemma un capo di rosso, caricato di tre api d'oro poste in fascia e come ornamenti esteriori avevano una corona murale a sette merli, cimata da un'aquila nascente per cimiero, il tutto d'oro, sostenuto da un caduceo del medesimo, posato al di sopra del capo, e al quale sono sospesi due festoni serventi da lambrecchini, l'uno a destra di quercia, l'altro a sinistra d'ulivo, di oro, annodati e rattenuti con banderelle di rosso.

## Regno d'Italia (1805-1814)

Stemma napoleonico di Milano

Anche il regno napoleonico d'Italia ebbe le sue buone città corrispondenti alla bonne ville dell'Impero. Inizialmente furono proposte dal viceré Eugenio di Beauharnais il 14 aprile 1811  per il titolo Milano, Venezia, Bologna, Brescia, Ancona, Verona, Udine, Mantova, Vicenza, Ferrara, Padova, Trento, Bergamo e Ravenna; di queste con lettera da Saint-Cloud del successivo 27 aprile Napoleone comunicò al viceré il conferimento del titolo solo a Milano, Venezia, Bologna, Brescia, Verona e Mantova. Le buone città portavano nello stemma un capo di verde colla lettera N d'oro posta nel cuore ed accostata da tre rose a sei foglie, del medesimo. Lo stemma era cimato dalla corona murale a sette merli, d'oro, sormontato dall'aquila nascente al naturale, tenente tra gli artigli un caduceo d'oro, in fascia; il tutto accompagnato da due festoni intrecciati di ulivo e di quercia dell'ultimo, divisi tra i due fianchi ricongiunti e pendenti dalla punta.